# Wargo Mulyo
Wargo Mulyo is een bestuurslaag in het regentschap Pringsewu van de provincie Lampung, Indonesië. Wargo Mulyo telt 3917 inwoners (volkstelling 2010).